# Aulacopris matthewsi
Aulacopris matthewsi е вид твърдокрило насекомо от семейство Листороги бръмбари (Scarabaeidae). Видът е уязвим и сериозно застрашен от изчезване.

## Разпространение
Разпространен е в Австралия (Куинсланд).